# Carpenters/Diskografie
Diese Diskografie ist eine Übersicht über die musikalischen Werke des US-amerikanischen Pop-Duos Carpenters. Sie haben bisher über 100 Millionen Tonträger verkauft, davon alleine in den USA über 34,6 Millionen. Sie hatten drei Nummer-eins-Hits und zehn Millionenseller in ihrem Heimatland. In Europa waren sie am erfolgreichsten in Großbritannien, wo sie drei Alben auf Platz 1 und sieben Songs in die Top 10 brachten. In Deutschland und Österreich waren die Singles nicht so erfolgreich, aber immerhin konnten die Carpenters 1980 mit einem Greatest-Hits-Album Platz 1 bzw. Platz 2 erobern.

## Alben

### Studioalben
| Jahr | Titel                     | Höchstplatzierung, Gesamtwochen/‑monate, AuszeichnungChartplatzierungen (Jahr, Titel, Platzierungen, Wochen/Monate, Auszeichnungen, Anmerkungen) | Höchstplatzierung, Gesamtwochen/‑monate, AuszeichnungChartplatzierungen (Jahr, Titel, Platzierungen, Wochen/Monate, Auszeichnungen, Anmerkungen) | Höchstplatzierung, Gesamtwochen/‑monate, AuszeichnungChartplatzierungen (Jahr, Titel, Platzierungen, Wochen/Monate, Auszeichnungen, Anmerkungen) | Höchstplatzierung, Gesamtwochen/‑monate, AuszeichnungChartplatzierungen (Jahr, Titel, Platzierungen, Wochen/Monate, Auszeichnungen, Anmerkungen) | Höchstplatzierung, Gesamtwochen/‑monate, AuszeichnungChartplatzierungen (Jahr, Titel, Platzierungen, Wochen/Monate, Auszeichnungen, Anmerkungen) | Anmerkungen                                                                                               |
| Jahr | Titel                     | DE | AT | CH | UK | US | Anmerkungen                                                                                               |
| ---- | ------------------------- | --- | --- | --- | --- | --- | --- |
| 1969 | Offering / Ticket to Ride | — | — | — | UK20 (5 Wo.)UK | US150 (16 Wo.)US | Erstveröffentlichung: 9. Oktober 1969 Charteinstieg: 1971                                                 |
| 1970 | Close to You              | — | — | — | UK23 (76 Wo.)UK | US2 ×2Doppelplatin · (87 Wo.)US | Erstveröffentlichung: 19. August 1970 Platz 175 der Rolling Stone 500                                     |
| 1971 | Carpenters                | — | — | — | UK11 Platin · (37 Wo.)UK | US2 ×4Vierfachplatin · (59 Wo.)US | Erstveröffentlichung: 14. Mai 1971 Grammy                                                                 |
| 1972 | A Song for You            | — | — | — | UK13 (37 Wo.)UK | US4 ×3Dreifachplatin · (41 Wo.)US | Erstveröffentlichung: 22. Juni 1972                                                                       |
| 1973 | Now and Then              | — | — | — | UK2 Gold · (65 Wo.)UK | US2 ×2Doppelplatin · (41 Wo.)US | Erstveröffentlichung: 1. Mai 1973                                                                         |
| 1975 | Horizon                   | DE42 (1 Mt.)DE | — | — | UK1 Gold · (31 Wo.)UK | US13 Platin · (18 Wo.)US | Erstveröffentlichung: 6. Juni 1976                                                                        |
| 1976 | A Kind of Hush            | — | — | — | UK3 Gold · (15 Wo.)UK | US33 Gold · (16 Wo.)US | Erstveröffentlichung: 11. Juni 1976                                                                       |
| 1977 | Passage                   | — | — | — | UK12 Gold · (12 Wo.)UK | US49 (18 Wo.)US | Erstveröffentlichung: 23. September 1977                                                                  |
| 1981 | Made in America           | — | — | — | UK12 Silber · (10 Wo.)UK | US52 (15 Wo.)US | Erstveröffentlichung: 16. Juni 1981                                                                       |
| 1983 | Voice of the Heart        | — | — | — | UK6 Gold · (19 Wo.)UK | US46 Gold · (19 Wo.)US | Erstveröffentlichung: 18. Oktober 1983                                                                    |
| 1989 | Lovelines                 | — | — | — | UK73 (1 Wo.)UK | — | Erstveröffentlichung: 31. Oktober 1989 enthält zehn bis dahin unveröffentlichte Aufnahmen und zwei Remixe |

grau schraffiert: keine Chartdaten aus diesem Jahr verfügbar
Die Studioalben wurden von Richard Carpenter zwischenzeitlich auch in einer als „Remastered Classics“ benannten Reihe in digital überarbeiteter (remasterter) Fassung herausgebracht.

### Livealben
| Jahr | Titel                 | Höchstplatzierung, Gesamtwochen, AuszeichnungChartplatzierungen (Jahr, Titel, Platzierungen, Wochen, Auszeichnungen, Anmerkungen) | Höchstplatzierung, Gesamtwochen, AuszeichnungChartplatzierungen (Jahr, Titel, Platzierungen, Wochen, Auszeichnungen, Anmerkungen) | Höchstplatzierung, Gesamtwochen, AuszeichnungChartplatzierungen (Jahr, Titel, Platzierungen, Wochen, Auszeichnungen, Anmerkungen) | Höchstplatzierung, Gesamtwochen, AuszeichnungChartplatzierungen (Jahr, Titel, Platzierungen, Wochen, Auszeichnungen, Anmerkungen) | Höchstplatzierung, Gesamtwochen, AuszeichnungChartplatzierungen (Jahr, Titel, Platzierungen, Wochen, Auszeichnungen, Anmerkungen) | Anmerkungen                          |
| Jahr | Titel                 | DE | AT | CH | UK | US | Anmerkungen                          |
| ---- | --------------------- | --- | --- | --- | --- | --- | ------------------------------------ |
| 1977 | Live at the Palladium | — | — | — | UK28 Gold · (2 Wo.)UK | — | Erstveröffentlichung: 1. Januar 1977 |

grau schraffiert: keine Chartdaten aus diesem Jahr verfügbar

### Soloalben
- 1996: Karen Carpenter (posthum veröffentlichtes Soloalbum, die Aufnahmen stammen von 1979/1980)
- 1998: Richard Carpenter: Pianist, Arranger, Composer, Conductor (Soloalbum)

### Kompilationen
| Jahr | Titel                                                                        | Höchstplatzierung, Gesamtwochen/‑monate, AuszeichnungChartplatzierungen (Jahr, Titel, Platzierungen, Wochen/Monate, Auszeichnungen, Anmerkungen) | Höchstplatzierung, Gesamtwochen/‑monate, AuszeichnungChartplatzierungen (Jahr, Titel, Platzierungen, Wochen/Monate, Auszeichnungen, Anmerkungen) | Höchstplatzierung, Gesamtwochen/‑monate, AuszeichnungChartplatzierungen (Jahr, Titel, Platzierungen, Wochen/Monate, Auszeichnungen, Anmerkungen) | Höchstplatzierung, Gesamtwochen/‑monate, AuszeichnungChartplatzierungen (Jahr, Titel, Platzierungen, Wochen/Monate, Auszeichnungen, Anmerkungen) | Höchstplatzierung, Gesamtwochen/‑monate, AuszeichnungChartplatzierungen (Jahr, Titel, Platzierungen, Wochen/Monate, Auszeichnungen, Anmerkungen) | Anmerkungen                                                             |
| Jahr | Titel                                                                        | DE | AT | CH | UK | US | Anmerkungen                                                             |
| ---- | ---------------------------------------------------------------------------- | --- | --- | --- | --- | --- | ----------------------------------------------------------------------- |
| 1973 | The Singles 1969–1973                                                        | — | — | — | UK1 Platin · (137 Wo.)UK | US1 ×7Siebenfachplatin · (49 Wo.)US | Erstveröffentlichung: 9. November 1973                                  |
| 1978 | The Singles 1974–1978                                                        | — | — | — | UK2 Platin · (27 Wo.)UK | — |                                                                         |
| 1980 | Beautiful Moments                                                            | DE1 Gold · (13 Wo.)DE | AT2 (2½ Mt.)AT | — | — | — |                                                                         |
| 1984 | Yesterday Once More                                                          | — | — | — | UK10 Platin · (26 Wo.)UK | US144 ×2Doppelplatin · (8 Wo.)US |                                                                         |
| 1990 | Only Yesterday – Richard & Karen Carpenter’s Greatest Hits                   | — | — | — | UK1 ×5Fünffachplatin · (102 Wo.)UK | — |                                                                         |
| 1994 | Interpretations – A 25th Anniversary                                         | — | — | — | UK29 Gold · (13 Wo.)UK | — |                                                                         |
| 1996 | Christmas Collection                                                         | — | — | — | — | US158 (2 Wo.)US | Erstveröffentlichung: 21. Oktober 1996 Charteinstieg: 2023              |
| 1997 | Love Songs                                                                   | — | — | — | UK47 Gold · (12 Wo.)UK | US106 Gold · (25 Wo.)US | Erstveröffentlichung: 17. Dezember 1997                                 |
| 2000 | Gold – Greatest Hits                                                         | — | — | — | UK4 ×5Fünffachplatin · (78 Wo.)UK | — | Erstveröffentlichung: 27. November 2000                                 |
| 2004 | Carpenters Gold: 35th Anniversary Edition                                    | — | — | — | — | US101 Gold · (10 Wo.)US | Erstveröffentlichung: 10. Februar 2004                                  |
| 2006 | The Ultimate Collection                                                      | — | — | — | UK53 Gold · (6 Wo.)UK | — | Erstveröffentlichung: 26. November 2006                                 |
| 2009 | 40/40                                                                        | — | — | — | UK21 Gold · (13 Wo.)UK | — | Erstveröffentlichung: 22. April 2009                                    |
| 2012 | The Best of the Carpenters: 20th Century Masters – The Millennium Collection | — | — | — | — | US172 (1 Wo.)US |                                                                         |
| 2013 | Singles: 1969–1981                                                           | — | — | — | UK65 Gold · (2 Wo.)UK | US45 (1 Wo.)US |                                                                         |
| 2016 | The Nation’s Favourite Songs                                                 | — | — | — | UK2 Silber · (14 Wo.)UK | — | Erstveröffentlichung: 26. August 2016                                   |
| 2018 | Carpenters with the Royal Philharmonic Orchestra                             | — | — | — | UK8 Gold · (11 Wo.)UK | — | Erstveröffentlichung: 7. Dezember 2018 mit Royal Philharmonic Orchestra |

grau schraffiert: keine Chartdaten aus diesem Jahr verfügbar
Weitere Kompilationen
- 1974: Top of the World
- 1975: The Carpenters Collection
- 1983: The Very Best of the Carpenters
- 1993: Carpenters from the Top (4-CD-Box)
- 1993: The Best of the Carpenters
- 1995: Reflections
- 2001: As Time Goes By
- 2003: Carpenters Perform Carpenter

### Weihnachtsalben
| Jahr | Titel                                    | Höchstplatzierung, Gesamtwochen, AuszeichnungChartplatzierungen (Jahr, Titel, Platzierungen, Wochen, Auszeichnungen, Anmerkungen) | Höchstplatzierung, Gesamtwochen, AuszeichnungChartplatzierungen (Jahr, Titel, Platzierungen, Wochen, Auszeichnungen, Anmerkungen) | Höchstplatzierung, Gesamtwochen, AuszeichnungChartplatzierungen (Jahr, Titel, Platzierungen, Wochen, Auszeichnungen, Anmerkungen) | Höchstplatzierung, Gesamtwochen, AuszeichnungChartplatzierungen (Jahr, Titel, Platzierungen, Wochen, Auszeichnungen, Anmerkungen) | Höchstplatzierung, Gesamtwochen, AuszeichnungChartplatzierungen (Jahr, Titel, Platzierungen, Wochen, Auszeichnungen, Anmerkungen) | Anmerkungen |
| Jahr | Titel                                    | DE | AT | CH | UK | US | Anmerkungen |
| ---- | ---------------------------------------- | --- | --- | --- | --- | --- | --- |
| 1978 | Christmas Portrait                       | — | — | — | — | US56 Platin · (67 Wo.)US | Erstveröffentlichung: 13. Oktober 1978 erreichte 1978 nur Platz 145, seit den 2000ern regelmäßige Chartrückkehr, Höchstplatzierung 2015 |
| 1984 | An Old-Fashioned Christmas               | — | — | — | — | US190 Gold · (1 Wo.)US | |
| 1990 | Christmas Portrait – The Special Edition | — | — | — | — | US159 (3 Wo.)US | erweiterte Ausgabe des Albums von 1978                                                                                                  |

grau schraffiert: keine Chartdaten aus diesem Jahr verfügbar

## Singles
| Jahr | Titel Album                                                                                    | Höchstplatzierung, Gesamtwochen/‑monate, AuszeichnungChartplatzierungen (Jahr, Titel, Album, Platzierungen, Wochen/Monate, Auszeichnungen, Anmerkungen) | Höchstplatzierung, Gesamtwochen/‑monate, AuszeichnungChartplatzierungen (Jahr, Titel, Album, Platzierungen, Wochen/Monate, Auszeichnungen, Anmerkungen) | Höchstplatzierung, Gesamtwochen/‑monate, AuszeichnungChartplatzierungen (Jahr, Titel, Album, Platzierungen, Wochen/Monate, Auszeichnungen, Anmerkungen) | Höchstplatzierung, Gesamtwochen/‑monate, AuszeichnungChartplatzierungen (Jahr, Titel, Album, Platzierungen, Wochen/Monate, Auszeichnungen, Anmerkungen) | Höchstplatzierung, Gesamtwochen/‑monate, AuszeichnungChartplatzierungen (Jahr, Titel, Album, Platzierungen, Wochen/Monate, Auszeichnungen, Anmerkungen) | Anmerkungen |
| Jahr | Titel Album                                                                                    | DE | AT | CH | UK | US | Anmerkungen |
| ---- | ---------------------------------------------------------------------------------------------- | --- | --- | --- | --- | --- | --- |
| 1969 | Ticket to Ride                                                                                 | — | — | — | — | US54 (12 Wo.)US | Erstveröffentlichung: 5. November 1969 Original: The Beatles |
| 1970 | (They Long to Be) Close to You Close to You                                                    | — | — | — | UK6 Gold · (18 Wo.)UK | US1 Gold · (17 Wo.)US | Erstveröffentlichung: 15. Mai 1970 Grammy, Grammy Hall of Fame Original: Richard Chamberlain (1963); Autoren: Burt Bacharach, Hal David                                                                       |
| 1970 | We’ve Only Just Begun Close to You                                                             | — | — | — | UK28 Silber · (7 Wo.)UK | US2 Gold · (17 Wo.)US | Erstveröffentlichung: 21. August 1970 Grammy Hall of Fame; Platz 405 der Rolling Stone 500 Autoren: Paul Williams, Roger Nichols ursprünglich ein Song aus einem Werbespot für die Crocker Bank of California |
| 1970 | Merry Christmas, Darling Christmas Portrait                                                    | — | — | — | UK45 (1 Wo.)UK | — | Erstveröffentlichung: 20. November 1970 |
| 1971 | For All We Know Carpenters                                                                     | — | — | — | UK—*UK | US3 Gold · (13 Wo.)US | Erstveröffentlichung: 15. Januar 1971 Coverversion des Oscar-Songs aus dem Film Liebhaber und andere Fremde; Autoren: Fred Karlin, Robb Royer, Jimmy Griffin * in UK mit Superstar auf einer Single           |
| 1971 | Rainy Days and Mondays Carpenters                                                              | — | — | — | UK63* (2 Wo.)UK | US2 Gold · (12 Wo.)US | Erstveröffentlichung: 23. April 1971 Autoren: Paul Williams, Roger Nichols * in UK erst 1993 in den Charts |
| 1971 | Superstar Carpenters                                                                           | — | — | — | UK18 (13 Wo.)UK | US2 Gold · (13 Wo.)US | Erstveröffentlichung: 12. August 1971 Grammy-Nominierung Autoren:Leon Russell, Bonnie Bramlett |
| 1971 | Bless the Beasts and Children A Song for You                                                   | — | — | — | — | US67 (10 Wo.)US | Erstveröffentlichung: 12. August 1971 Film: Denkt bloß nicht, daß wir heulen, Oscar-Nominierung; Autoren: Barry De Vorzon, Perry Botkin Jr. in US B-Seite von Superstar                                       |
| 1971 | Hurting Each Other A Song for You                                                              | — | — | — | — | US2 (12 Wo.)US | Erstveröffentlichung: 23. Dezember 1971 Original: Jimmy Clanton (1965); Autoren: Peter Udell, Gary Geld |
| 1972 | It’s Going to Take Some Time A Song for You                                                    | — | — | — | — | US12 (10 Wo.)US | Erstveröffentlichung: 13. April 1972 Original/Autor: Carole King (1971) |
| 1972 | Goodbye to Love A Song for You                                                                 | — | — | — | UK9 (16 Wo.)UK | US7 (10 Wo.)US | Erstveröffentlichung: 19. Juni 1972 Autoren: John Bettis, Richard Carpenter in UK mit I Won’t Last a Day Without You auf Single, das 1974 wiederveröffentlicht wurde                                          |
| 1973 | Sing Now & Then                                                                                | — | — | — | — | US3 Gold · (14 Wo.)US | Erstveröffentlichung: Januar 1973 zwei Grammy-Nominierungen Autor: Joe Raposo; ursprünglich ein Sesamstraße-Lied aufgenommen mit dem Jimmy Joyce Children’s Choir                                             |
| 1973 | Yesterday Once More Now & Then                                                                 | DE21 (8 Wo.)DE | — | — | UK2 Silber (Physisch) + Silber (Digital) · (17 Wo.)UK                                                                                                   | US2 Gold · (14 Wo.)US | Erstveröffentlichung: 16. Mai 1973 Autoren: Richard und Karen Carpenter |
| 1973 | Top of the World A Song for You                                                                | DE38 (4 Wo.)DE | — | — | UK5 Silber · (18 Wo.)UK | US1 Gold · (20 Wo.)US | Erstveröffentlichung: 17. September 1973 Autoren: John Bettis, Richard Carpenter eine Coverversion von Lynn Anderson war im selben Jahr ein Country-Nummer-eins-Hit in den USA                                |
| 1974 | Jambalaya (On the Bayou) Now & Then                                                            | DE50 (1 Wo.)DE | AT8 (2 Mt.)AT | — | UK12 (11 Wo.)UK | — | Erstveröffentlichung: Januar 1974 Original/Autor: Hank Williams |
| 1974 | I Won’t Last a Day Without You A Song for You                                                  | — | — | — | UK32 (5 Wo.)UK | US11 (12 Wo.)US | Erstveröffentlichung: 1. September 1974 Autoren: Paul Williams, Roger Nichols in UK als Wiederveröffentlichung, war bereits 1972 als Doppelsingle mit Goodbye to Love in den Charts                           |
| 1974 | Please Mr. Postman Horizon                                                                     | DE10 (21 Wo.)DE | — | CH5 (10 Wo.)CH | UK2 Silber · (12 Wo.)UK | US1 Gold · (17 Wo.)US | Erstveröffentlichung: November 1974 Original: The Marvelettes (1961), Autoren: Brian Holland, Robert Bateman, Fred Gorman                                                                                     |
| 1974 | Santa Claus Is Comin’ to Town An Old Fashioned Christmas                                       | — | — | — | UK37 (4 Wo.)UK | — | Erstveröffentlichung: 2. Dezember 1974 |
| 1975 | Only Yesterday Horizon                                                                         | DE43 (4 Wo.)DE | — | — | UK7 (10 Wo.)UK | US4 (13 Wo.)US | Erstveröffentlichung: 14. März 1975 Autoren: John Bettis, Richard Carpenter |
| 1975 | Solitaire Horizon                                                                              | — | — | — | UK32 (5 Wo.)UK | US17 (10 Wo.)US | Erstveröffentlichung: 18. Juli 1975 Original/Autor: Neil Sedaka (1974) |
| 1976 | There’s a Kind of Hush (All over the World) A Kind of Hush                                     | — | — | — | UK22 (6 Wo.)UK | US12 (13 Wo.)US | Erstveröffentlichung: 12. Februar 1976 Original: The New Vaudeville Band (1966); Autoren: Les Reed, Geoff Stephens                                                                                            |
| 1976 | I Need to Be in Love A Kind of Hush                                                            | — | — | — | UK36 (5 Wo.)UK | US25 (11 Wo.)US | Erstveröffentlichung: 21. Mai 1976 Autoren: Albert Hammond, John Bettis, Richard Carpenter |
| 1976 | Goofus A Kind of Hush                                                                          | — | — | — | — | US56 (5 Wo.)US | Erstveröffentlichung: 11. Juni 1976 Klassiker von 1932, Autoren: Wayne King, William Harold, Gus Kahn |
| 1977 | All You Get from Love Is a Love Song Passage                                                   | — | — | — | — | US35 (10 Wo.)US | Erstveröffentlichung: 16. Mai 1977 |
| 1977 | Calling Occupants of Interplanetary Craft (The Recognised Anthem of World Contact Day) Passage | — | — | — | UK9 (9 Wo.)UK | US32 (14 Wo.)US | Erstveröffentlichung: 12. September 1977 Original: Klaatu (1973) |
| 1978 | Sweet, Sweet Smile Passage                                                                     | DE22 (13 Wo.)DE | — | — | UK40 (4 Wo.)UK | US44 (13 Wo.)US | Erstveröffentlichung: 12. Januar 1978 Autoren: Juice Newton, Otha Young |
| 1978 | I Believe You Made in America                                                                  | — | — | — | — | US68 (5 Wo.)US | Erstveröffentlichung: Juni 1978 Autoren: Don und Dick Addrisi |
| 1981 | Touch Me When We’re Dancing Made in America                                                    | — | — | — | — | US16 (14 Wo.)US | Erstveröffentlichung: 19. Juni 1981 Original: Bama (1979) |
| 1981 | Beechwood 4-5789 Made in America                                                               | — | — | — | — | US74 (4 Wo.)US | Erstveröffentlichung: Juli 1981 Original: The Marvelettes (1962), Autoren: Marvin Gaye, Berry Gordy, William Stevenson                                                                                        |
| 1981 | (Want You) Back in My Life Again Made in America                                               | — | — | — | — | US72 (8 Wo.)US | Erstveröffentlichung: 19. September 1981 |
| 1981 | Those Good Old Dreams Made in America                                                          | — | — | — | — | US63 (6 Wo.)US | Erstveröffentlichung: 17. November 1981 Autoren: John Bettis, Richard Carpenter |
| 1983 | Make Believe It’s Your First Time Voice of the Heart                                           | — | — | — | UK60 (3 Wo.)UK | — | Erstveröffentlichung: 25. September 1983 |
| 1990 | Merry Christmas, Darling Close to You                                                          | — | — | — | UK25 (5 Wo.)UK | — | mit einer Wiederveröffentlichung von Close to You auf Single |
| 1994 | Tryin’ to Get the Feeling Again Interpretations                                                | — | — | — | UK44 (2 Wo.)UK | — | |

grau schraffiert: keine Chartdaten aus diesem Jahr verfügbar

## Videoalben
| Jahr | Titel | Höchstplatzierung, Gesamtwochen, AuszeichnungChartplatzierungen (Jahr, Titel, Platzierungen, Wochen, Auszeichnungen, Anmerkungen) | Höchstplatzierung, Gesamtwochen, AuszeichnungChartplatzierungen (Jahr, Titel, Platzierungen, Wochen, Auszeichnungen, Anmerkungen) | Höchstplatzierung, Gesamtwochen, AuszeichnungChartplatzierungen (Jahr, Titel, Platzierungen, Wochen, Auszeichnungen, Anmerkungen) | Höchstplatzierung, Gesamtwochen, AuszeichnungChartplatzierungen (Jahr, Titel, Platzierungen, Wochen, Auszeichnungen, Anmerkungen) | Höchstplatzierung, Gesamtwochen, AuszeichnungChartplatzierungen (Jahr, Titel, Platzierungen, Wochen, Auszeichnungen, Anmerkungen) | Anmerkungen |
| Jahr | Titel | DE | AT | CH | UK | US | Anmerkungen |
| ---- | ----- | --- | --- | --- | --- | --- | ----------- |
| 2000 | Gold  | — | — | — | UK9 (63 Wo.)UK | — |             |

Weitere Videoalben
- 1995: Interpretations
- 1998: Close to You: Remembering the Carpenters

## Boxsets
- 2005: Chronicle Series: Carpenters Gold (3-CD-Box mit den Alben Close to You, Carpenters und A Song for You)

## Statistik

### Chartauswertung
|                     | DE    | AT    | CH    | UK     | US     |
| ------------------- | ----- | ----- | ----- | ------ | ------ |
| Nummer-eins-Alben   | DE1DE | AT—AT | CH—CH | UK3UK  | US1US  |
| Top-10-Alben        | DE2DE | AT1AT | CH—CH | UK11UK | US5US  |
| Alben in den Charts | DE2DE | AT1AT | CH—CH | UK25UK | US19US |

|                       | DE    | AT    | CH    | UK     | US     |
| --------------------- | ----- | ----- | ----- | ------ | ------ |
| Nummer-eins-Singles   | DE—DE | AT—AT | CH—CH | UK—UK  | US3US  |
| Top-10-Singles        | DE1DE | AT1AT | CH1CH | UK6UK  | US12US |
| Singles in den Charts | DE6DE | AT1AT | CH1CH | UK21UK | US29US |

|                          | DE    | AT    | CH    | UK    | US    |
| ------------------------ | ----- | ----- | ----- | ----- | ----- |
| Nummer-eins-Videoalben   | DE—DE | AT—AT | CH—CH | UK—UK | US—US |
| Top-10-Videoalben        | DE—DE | AT—AT | CH—CH | UK1UK | US—US |
| Videoalben in den Charts | DE—DE | AT—AT | CH—CH | UK1UK | US—US |

### Auszeichnungen für Musikverkäufe
| Land/RegionAuszeichnungen für Musikverkäufe (Land/Region, Auszeichnungen, Verkäufe, Quellen) | Silber       | Gold       | Platin       | Diamant     | Verkäufe    | Quellen |
| -------------------------------------------------------------------------------------------- | ------------ | ---------- | ------------ | ----------- | ----------- | --- |
| Argentinien (CAPIF)                                                                          | —            | 2× Gold2   | Platin1      | —           | 68.000      | capif.org.ar (Memento vom 31. Mai 2011 im Internet Archive) AR2 (Memento vom 6. Juli 2011 im Internet Archive) |
| Australien (ARIA)                                                                            | —            | 4× Gold4   | Platin1      | —           | 137.500     | aria.com.au AU2                                                                                                |
| Brasilien (PMB)                                                                              | —            | Gold1      | —            | —           | 100.000     | pro-musicabr.org.br                                                                                            |
| Deutschland (BVMI)                                                                           | —            | Gold1      | —            | —           | 250.000     | musikindustrie.de                                                                                              |
| Europa (IFPI)                                                                                | —            | —          | Platin1      | —           | (1.000.000) | ifpi.org (Memento vom 1. Januar 2014 im Internet Archive)                                                      |
| Finnland (IFPI)                                                                              | —            | Gold1      | —            | —           | 25.000      | ifpi.fi |
| Hongkong (IFPI/HKRIA)                                                                        | —            | 2× Gold2   | 2× Platin2   | —           | 60.000      | ifpihk.org |
| Japan (RIAJ)                                                                                 | —            | 4× Gold4   | 5× Platin5   | 2× Diamant2 | 3.050.000   | riaj.or.jp JP2                                                                                                 |
| Kanada (MC)                                                                                  | —            | 3× Gold3   | Platin1      | —           | 275.000     | musiccanada.com                                                                                                |
| Mexiko (AMPROFON)                                                                            | —            | Gold1      | —            | —           | 100.000     | Einzelnachweise                                                                                                |
| Neuseeland (RMNZ)                                                                            | —            | 2× Gold2   | 12× Platin12 | —           | 197.500     | aotearoamusiccharts.co.nz                                                                                      |
| Niederlande (NVPI)                                                                           | —            | —          | 2× Platin2   | —           | 200.000     | nvpi.nl |
| Vereinigte Staaten (RIAA)                                                                    | —            | 17× Gold17 | 22× Platin22 | —           | 34.600.000  | riaa.com |
| Vereinigtes Königreich (BPI)                                                                 | 10× Silber10 | 16× Gold16 | 14× Platin14 | —           | 13.450.000  | bpi.co.uk |
| Insgesamt                                                                                    | 10× Silber10 | 54× Gold54 | 61× Platin61 | 2× Diamant2 |             | |